# Вашархей, Георг
Георг Вашархей (дат. Georg венг. Vásárhelyi; 4 января 1912, Арад, Австро-Венгрия (ныне Румыния) — 27 июля 2002) — датский пианист венгерского происхождения.
Учился в Будапештской академии музыки, в том числе у Белы Бартока, затем совершенствовал своё мастерство в Берлине под руководством Эдвина Фишера. В середине 1930-х гг. концертировал вместе со скрипачом Эмилем Тельманьи, благодаря чему в 1937 году обосновался в Дании, где и провёл всю оставшуюся жизнь. Продолжал концертную работу в годы Второй мировой войны, с конца 1950-х гг. выступал преимущественно как ансамблист, особенно в составе фортепианного трио (сперва с Эндре Вольфом и Эрлингом Блёндалем Бенгтссоном, затем с Гуннаром Тагмосе и Бертелем Сёэборгом Ольсеном). Наиболее значителен вклад Вашархея в интерпретацию музыки Франца Шуберта, Ференца Листа и Белы Бартока. Вместе с Тельманьи записал альбом с произведениями Иоганнеса Брамса, в 1951 году принял участие в записи Концерта для 12 инструментов Нильса Вигго Бентсона (вместе с автором и Германом Давидом Коппелем).
На протяжении нескольких десятилетий (до 1982 года) преподавал в Орхусской консерватории, также в Королевской консерватории, с конца 1960-х гг. много преподавал в Японии.
Вашархею посвящена фортепианная пьеса «Лабрадорит» (1944) Гуннара Берга.